# Richard Jaeger

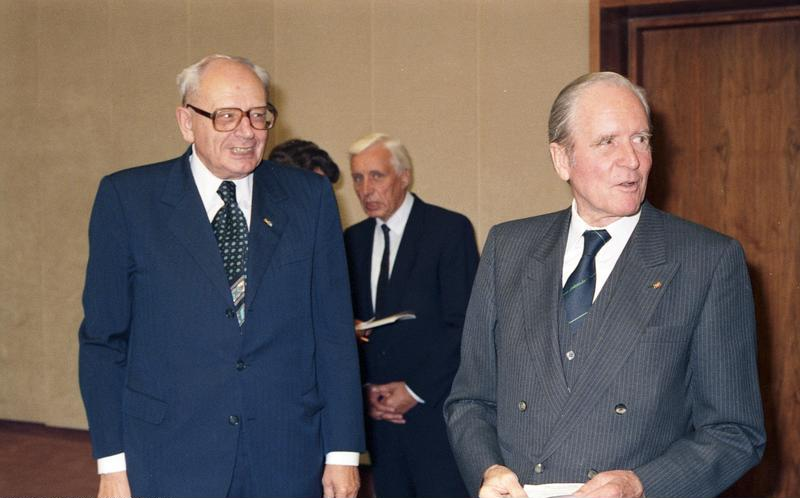
Richard Jaeger (links) met voormalig president Karl Carstens in 1988

Richard Jaeger (Berlijn-Schöneberg, 16 februari 1913 – München, 15 mei 1998) was een Duits politicus voor de CSU. Van 1953 tot 1965 en van 1967 tot 1976 was hij vicevoorzitter van de Duitse Bondsdag. Van 1965 tot 1966 was hij minister van Justitie in het Kabinet-Erhard II.

## Levensloop
Jaeger was de zoon van een Beiers beambte uit de Pfalz. Drie maanden na zijn geboorte in Berlijn trok de familie naar München. Na zijn abitur aan het Maximiliangymnasium vatte hij een studie rechtsgeleerdheid aan in München, die hij in 1936 beëindigde. Hij werd een actief lid van de Katholieke Studentenvereniging Südmark. Sinds 1933 was hij lid van de SA. In 1939 legde hij het Staatsexamen voor jurist af. Zijn legerdienst tijdens de Tweede Wereldoorlog, onder andere als artillerist aan het oostfront, werd onderbroken door zijn benoeming tot assessor bij de rechtbank van Weilheim in Oberbayern in 1940 en tot rechter in 1943. Hij was ook vice-feldwebel bij de reservetroepen.
In 1946 werd hij lid van de CSU. Vanaf 1947 werkte hij bij het Beiers ministerie van cultuur en werd van 1948 tot 1949 burgemeester van Eichstätt. Hij was van 1949 tot 1980 lid van de Bondsdag als rechtstreeks verkozene voor het kiesdistrict Fürstenfeldbruck. In het parlement was hij van 1952 tot 1953 voorzitter van de commissie "Schutz der Verfassung" (bescherming van de grondwet), van 1953 tot 1961 voorzitter van de commissie defensie en van 1953 tot 1956 voorzitter van de subcommissie "Haushalt des Bundestagspräsidiums" (interne begroting). In 1952 behoorde hij tot de groep van 34 uit de CDU/CSU-fractie die een wetsontwerp indiende voor het invoeren van een meerderheidsstelsel in het kiesstelsel.
Van 1953 tot 1965 en van 1967 tot 1976 was hij vicevoorzitter van de Duitse Bondsdag. Van 10 december 1953 tot 1 juli 1954 was hij ook lid van het Europees Parlement.
Jaeger was gehuwd en had zes kinderen.

## Opvallende standpunten
Hoewel hij zich in 1951 uitsprak voor gratieverlening aan ter dood veroordeelde oorlogsmisdadigers, ijverde hij in de jaren 1960 voor de afschaffing van artikel 102 van de Grondwet en bijgevolg voor de wederinvoering van de doodstraf voor moord en andere zware misdrijven. Hierdoor kreeg hij de bijnaam "Kopf-ab-Jaeger".
Als ondervoorzitter van de Bondsdag verklaarde hij in 1970 dat hij niet zou toestaan dat een vrouw in broekpak de zitting zou betreden, laat staan het spreekgestoelte te beklimmen. Dit lokte protest uit bij SPD-parlementslid Lenelotte von Bothmer, die zich tegen de volgende zitting een felgekleurd broekpak aanschafte. Het kwam zo tot een schandaal aangezien zij als eerste vrouw in een broekpak de Bondsdag toesprak.
- Gemeinsame Normdatei: 117058092
- Système universitaire de documentation: 082984689
- Virtual International Authority File: 273995857